# Omega (TeX)
Omega (おめが) とは、Unicodeの基本多言語面を用いる組版システムTeXの拡張の一つである。1991年、TeXの拡張が停止された後に、John PlaiceとYannis Haralambousによって開発された。主としてTeXの多言語処理能力を向上させるための開発である。Omegaには、新しい16ビットのフォントエンコーディングが組み込まれている他、omlgcとomahというフォントも含んでおり、広範な言語の文字に対応している。
2004年のTeX Users Group年次会議において、Plaiceは新プロジェクトをOmegaから分離させる決定を発表し (このプロジェクトは未だ公開されていない) 、一方HaralambousはOmegaの範疇で開発を続けることになった。
OmegaにおいてLaTeXはlambda (らむだ) という。

## AlephとLuaTeX
開発当初、Omegaプロジェクトの将来は約束されたものと見られていたが、開発の速度は遅く、機能もやや安定性に欠くところがあった。それゆえ、別のプロジェクトが始められた。このプロジェクトは、Omegaを安定させ、ε-TeXを用いて拡張することを目標とし、Giuseppe BilottaによるAlephとして知られている。
AlephにおいてLaTeXはLamedという。
Alephそれ自体はもはや開発されていないが、その機能の大部分はLuaTeXに集約されている。この新しいプロジェクトは、Idris Samawi HamidによるOriental TeXプロジェクトを通じてコロラド州立大学とNTG (オランダ語のOriental TeX Users Group) によって創始された。LuaTeXは2006年に始められ、最初のベータ版は2007年夏に公開された。AlephとpdfTeX両者の後継となるもので、Luaを統合軽量プログラミング言語として用いている。最初の開発者はTaco Hoekwaterである。